# Trofeo ZSŠDI 2007
Il Trofeo ZSŠDI 2007, trentunesima edizione della corsa e valida come evento dell'UCI Europe Tour 2007 categoria 1.2, si svolse il 4 marzo 2007 su un percorso di 142 km. Fu vinta dall'italiano Simone Ponzi che giunse al traguardo con il tempo di 3h21'03", alla media di 42,378 km/h.
Partenza con 180 ciclisti di cui 61 tagliarono il traguardo.

## Ordine d'arrivo (Top 10)
| Pos. | Corridore            | Squadra        | Tempo    |
| ---- | -------------------- | -------------- | -------- |
| 1    | Simone Ponzi         | Zalf-Désirée   | 3h21'03" |
| 2    | Massimo Iannetti     | Gruppo Lupi    | s.t.     |
| 3    | Jure Kocjan          | Radenska       | s.t.     |
| 4    | Matej Stare          | Perutnina Ptuj | s.t.     |
| 5    | Hrvoje Miholjević    | Loborika       | s.t.     |
| 6    | Jarosław Dąbrowski   | Norda-Atala    | s.t.     |
| 7    | Enrico Zen           | Filmop         | s.t.     |
| 8    | Stefano Basso        | Marchiol       | s.t.     |
| 9    | Enrico Peruffo       | Filmop         | s.t.     |
| 10   | Gianmario Pedrazzini | San Marco      | s.t.     |